# Raïon d'Iwie
Le raïon d'Iwie (en biélorusse : Іўеўскі раён, Iwewski raïon) ou raïon d'Ivie (en russe : Ивьевский район, Ivievski raïon) est une subdivision de la voblast de Hrodna ou oblast de Grodno, en Biélorussie. Son centre administratif est la ville d'Iwie.

## Géographie
Le raïon couvre une superficie de 1 845,50 km2, dans l'est de la voblast. Le raïon est limité au nord par la Lituanie et le raïon d'Achmiany, à l'est par la voblast de Minsk (raïon de Valojyn et raïon de Stowbtsy), au sud par le raïon de Navahroudak  et à l'ouest par le raïon de Lida et le raïon de Voranava.

## Histoire
Le raïon d'Iwie a été créé le 15 janvier 1940.

## Population

### Démographie
Les résultats des recensements de la population (*) font apparaître une baisse rapide et continue de la population du raïon depuis 1959.
| 1959*  | 1970*  | 1979*  | 1989*  | 1999*  | 2009*  |
| ------ | ------ | ------ | ------ | ------ | ------ |
| 63 807 | 57 650 | 48 959 | 41 079 | 37 549 | 28 891 |

### Nationalités
Selon les résultats du recensement de 2009, la population du raïon se composait de quatre nationalités principales :
- 79,63 % de Biélorusses ;
- 15,4 % de Polonais ;
- 2,42 % de Russes ;
- 1,84 % de Tatars.

### Langues
En 2009, la langue maternelle était le biélorusse pour 93,66 % des habitants du raïon d'Iwe et le russe pour 5,67 %. Le biélorusse était parlé à la maison par 84,21 % de la population et le russe par 5,67 %.